# 萨伊-阿沙泰勒
萨伊-阿沙泰勒（法語：Sailly-Achâtel，法語發音：[saji aʃatɛl]）是法国摩泽尔省的一个市镇，属于梅斯区。该市镇于1961年由原市镇萨伊（Sailly）和阿沙泰勒（Achâtel）合并而成。

## 地理
萨伊-阿沙泰勒（48°56'19"N, 6°17'55"E）面积8.18 平方千米，位于法国大東部大區摩泽尔省，该省份为法国东北部内陆省份，是洛林的一部分，西南接默尔特-摩泽尔省，东临下莱茵省，北与卢森堡和德国接壤。
与萨伊-阿沙泰勒接壤的市镇（或旧市镇、城区）包括：塞耶河畔马伊、弗兰、吕皮、蒙舍、瑟库尔、索尔涅、维尔蒙。

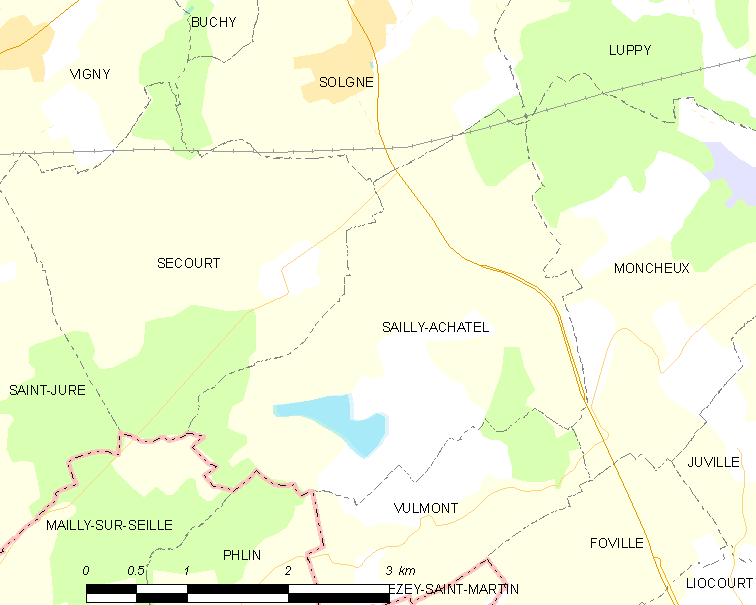
萨伊-阿沙泰勒的OSM定位图

萨伊-阿沙泰勒的时区为UTC+01:00、UTC+02:00（夏令时）。

## 行政
萨伊-阿沙泰勒的邮政编码为57420，INSEE市镇编码为57605。

## 政治
萨伊-阿沙泰勒所属的省级选区为索努瓦县。

## 人口

1962-2008年间萨伊-阿沙泰勒人口变化图示

萨伊-阿沙泰勒于2022年1月1日时的人口数量为316人。